# Carl Gottlob Moráwek

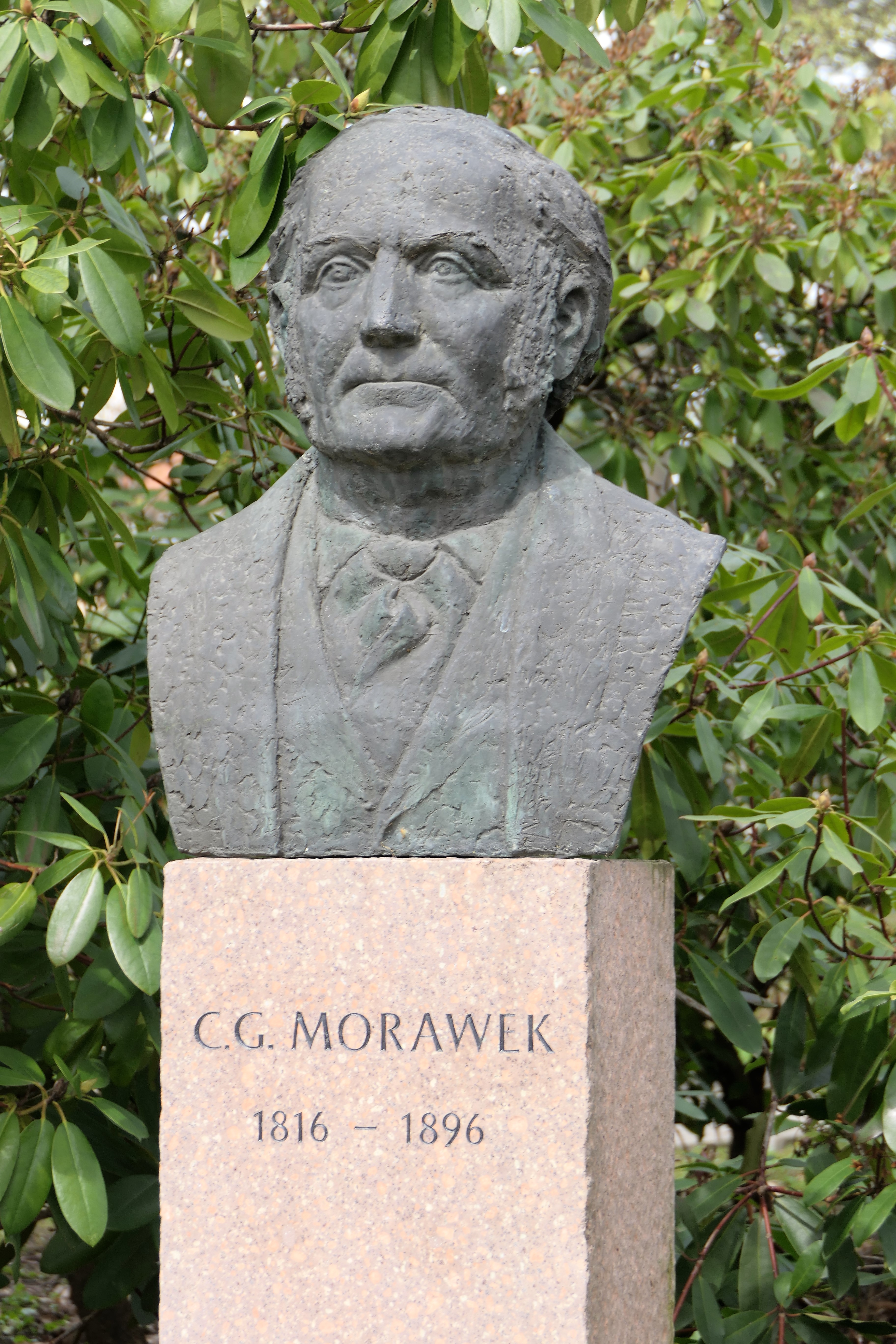
Moráwek-Denkmal in Zittau

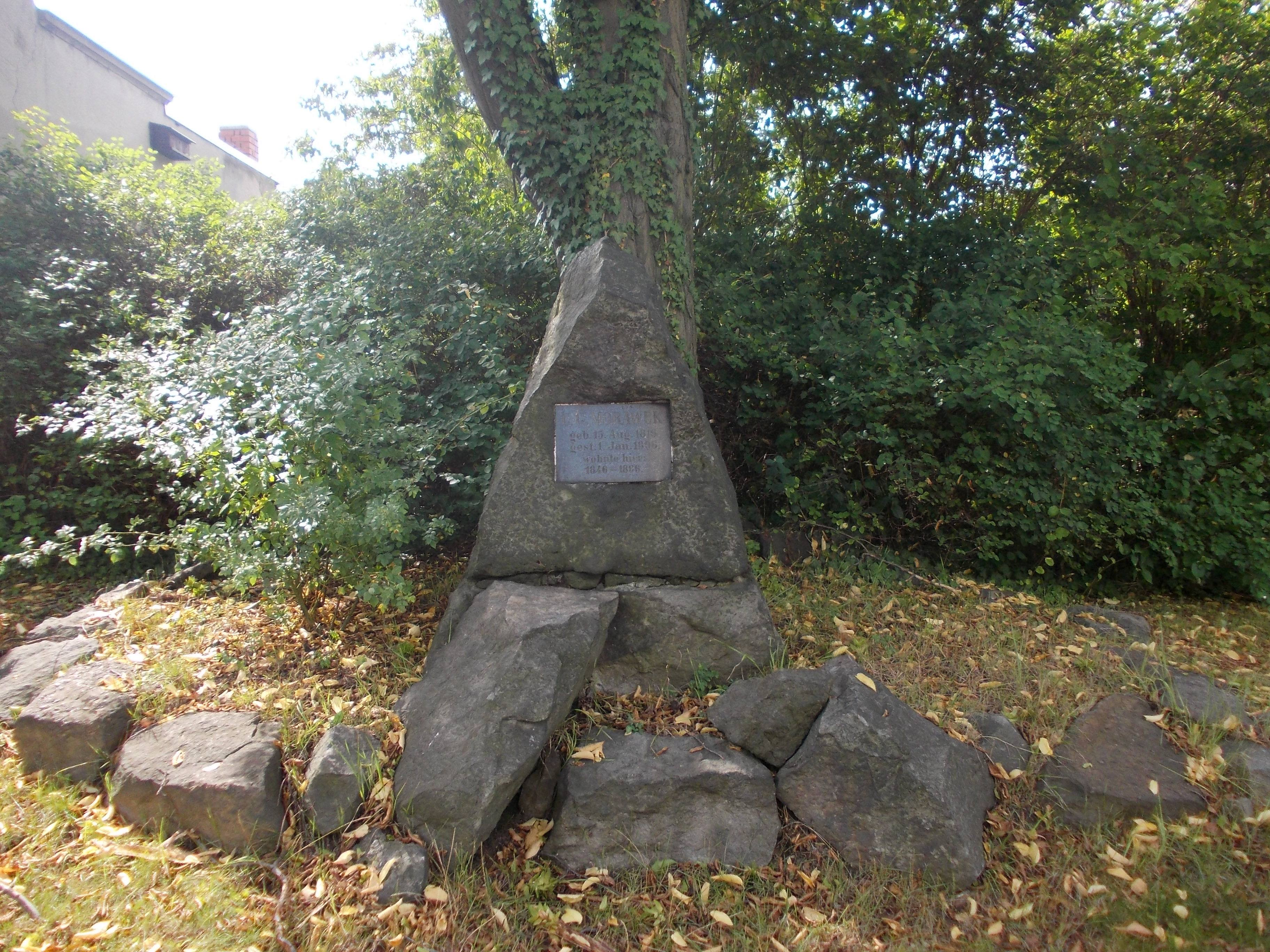
Moráwek-Gedenkstein in Zittau

Carl Gottlob Moráwek, auch Morawek bzw. Moraweck geschrieben (* 15. August 1816 in Zittau; † 1. Januar 1896 ebenda) war ein deutscher Heimatforscher und Volksbildner. Er gilt als einer der bedeutendsten Heimatforscher der Zittauer Gegend.

## Leben und Wirken
Moráweks Vorfahren stammten väterlicherseits aus Böhmen. Seinen Lebensunterhalt verdiente er sich als Kunstgärtner in Zittau. Von 1846 bis 1886 lebte Moráwek auf der Gartenstraße, einer vorwiegend von Gärtnern besiedelten Vorstadtgasse, die heute den Namen Morawekstraße trägt. An der Stelle seines nicht erhaltenen Wohnhauses wurde der Moráwek-Gedenkstein errichtet.
Moráwek bildete sich autodidaktisch zum Geschichtsforscher fort und wirkte im Zittauer Arbeiter-Bildungs-Verein. Er veröffentlichte – zumeist im Selbstverlag – zahlreiche Schriften und hielt Vorträge zur Ortsgeschichte von Zittau und den umliegenden Dörfern. Die 1848/49 erschienene Zittavia gilt heute als eines der Standardwerke zur Stadtgeschichte von Zittau.
Der Nachlass Moráweks befindet sich im Besitz der Christian-Weise-Bibliothek und der Städtischen Museen Zittau.

## Ehrungen
In seiner Heimatstadt Zittau, wie auch in Hörnitz, tragen Straßen seinen Namen. In der Promenade am Karl-Liebknecht-Ring in Zittau befindet sich das Moráwek-Denkmal, die Büste wurde 2014 restauriert.
Anlässlich seines 200. Geburtstages wurde vom 15. August bis 31. Oktober 2016 in einer Kabinettausstellung des Zittauer Geschichts- und Museumsvereins und der Städtischen Museen Zittau an Moráwek erinnert. Auf Veranlassung des Zittauer Geschichts- und Museumsvereins wurde am 15. August 2016 am Moráwek-Gedenkstein die restaurierte Gedenktafel angebracht.

## Schriften (Auswahl)
- Das Raubschloß Oybin bei Zittau im Jahr 1347. Romantische Erzählung aus dem 14. Jahrhundert, Zittau 1839/40
- Zittavia oder: Zittau in seiner Vergangenheit und Gegenwart / in Bildern dargestellt und hrsg. von Moritz Gabriel. Mit einem chronologisch-geschichtlichen Text begleitet von Carl Gottlob Moráwek, Theil 1 (1848), Theil 2 (1849)
- Geschichte von Pethau und Zittel als zwei der kleinsten zur Stadt Zittau gehörigen Dörfern, Zittau 1852
- Einige Nachrichten über die in Zittau und der Umgegend befindlichen Kreuz- und Denksteine,: welche an Wegen und öffentlichen Plätzen zu finden sind, Zittau 1854
- Jubelfestbuch der Stadt Zittau. Zur Erinnerung an den 19. und 20. August 1855, als an die Jubelfeier der Erhebung Zittaus zur Stadt durch König Ottokar II. von Böhmen, Löbau 1855
- Geschichte von Friedersdorf, Gießmannsdorf und Zittel, Zittau 1863
- Geschichte von Bertsdorf bei Zittau, Zittau 1867
- Dorfchronik. Geschichte der um Zittau liegenden Ortschaften Hasenberg, Eckartsberg, Radgendorf, Drausendorf, Kleinschönau, Groß- und Kleinporitsch, Luptin und Hartau, Zittau 1874
- Die Kirche zu St. Petri und Pauli in Zittau nebst Nachrichten über das sonst dabei befindliche Franziskanerkloster. Geschichtliche Erinnerungsblätter aus dem kirchlichen Leben der Stadt, Zittau 1882
- Jahrbuch der Geschichte der Armbrust- und Schützen-Gesellschaft zu Zittau mit theilweiser Beziehung auf die Schützen-Gesellschaften der Oberlausitz, Böhmens und Schlesiens. Eine Fest- und Denkschrift zum 300jährigen Verfassungs-Jubiläum der Schützen-Gesellschaft zu Zittau vom 29. Juni bis 1. Juli 1884, Zittau 1884
- Die Dreifaltigkeitskirche zu Zittau, in Sage, Geschichte und Bild, Zittau 1891